# 제28회 미국 배우 조합상
제28회 미국 배우 조합상은 2021년 최고의 영화를 기리기 위해 2022년 2월에 열린 시상식이다.

## 수상 및 후보

### 영화부문 앙상블상
- 코다 - 션 헤이더 수상
- 벨파스트 - 케네스 브래너
- 돈 룩 업 - 아담 맥케이
- 하우스 오브 구찌 - 리들리 스콧
- 킹 리차드 - 레이날도 마르쿠스 그린

### 영화부문 여우주연상
- 디 아이즈 오브 타미 페이 - 제시카 차스테인 수상
- 로스트 도터 - 올리비아 콜맨
- 하우스 오브 구찌 - 레이디 가가
- 리스펙트 - 제니퍼 허드슨
- 비잉 더 리카르도스 - 니콜 키드먼

### 영화부문 남우주연상
- 킹 리차드 - 윌 스미스 수상
- 비잉 더 리카르도스 - 하비에르 바르뎀
- 파워 오브 도그 - 베네딕트 컴버배치
- 틱, 틱... 붐! - 앤드류 가필드
- 더 트래저디 오브 맥베스 - 덴젤 워싱턴

### 영화부문 여우조연상
- 웨스트 사이드 스토리 - 아리아나 데보스 수상
- 벨파스트 - 케이트리오나 발피
- 나이트메어 앨리 - 케이트 블란쳇
- 파워 오브 도그 - 커스틴 던스트
- 패싱 - 루스 네가

### 영화부문 남우조연상
- 코다 - 트로이 코처 수상
- 더 텐더 바 - 벤 애플렉
- 리코리쉬 피자 - 브래들리 쿠퍼
- 하우스 오브 구찌 - 자레드 레토
- 파워 오브 도그 - 코디 스밋 맥피

### 영화부문 스턴트 상
- 007 노 타임 투 다이 수상
- 블랙 위도우
- 듄
- 매트릭스: 리저렉션
- 샹치와 텐 링즈의 전설

### TV드라마부문 앙상블연기상
- 석세션 시즌 3 수상
- 핸드메이즈 테일 시즌 4
- 더 모닝 쇼
- 오징어 게임
- 옐로우스톤 시즌 4

### TV드라마부문연기상(여자)
- 오징어 게임 - 정호연 수상
- 더 모닝 쇼 - 제니퍼 애니스톤
- 핸드메이즈 테일 시즌 4 - 엘리자베스 모스
- 석세션 시즌 3 - 사라 스누크
- 더 모닝 쇼 - 리즈 위더스푼

### TV드라마부문연기상(남자)
- 오징어 게임 - 이정재 수상
- 석세션 시즌 3 - 브라이언 콕스
- 더 모닝 쇼 - 빌리 크루덥
- 석세션 시즌 3 - 키에란 컬킨
- 석세션 시즌 3 - 제레미 스트롱

### 코미디부문 앙상블연기상
- 테드 래소 수상
- 더 그레이트 시즌 2
- 나의 직장상사는 코미디언
- 코민스키 메소드 시즌 3
- 아파트 이웃들이 수상해

### 코미디부문연기상(여자)
- 나의 직장상사는 코미디언 - 진 스마트 수상
- 더 그레이트 시즌 2 - 엘르 패닝
- 더 체어 - 산드라 오
- 테드 래소 - 주노 템플
- 테드 래소 - 한나 웨딩햄

### 코미디부문연기상(남자)
- 테드 래소 - 제이슨 서디키스 수상
- 코민스키 메소드 시즌 3 - 마이클 더글라스
- 테드 래소 - 브렛 골드스타인
- 아파트 이웃들이 수상해 - 스티브 마틴
- 아파트 이웃들이 수상해 - 마틴 숏

### TV영화/미니시리즈부문 연기상(여자)
- 메어 오브 이스트타운 - 케이트 윈슬렛 수상
- 화이트 로투스 - 제니퍼 쿨리지
- 지니어스 시즌 3 - 신시아 에리보
- 조용한 희망 - 마가렛 퀄리
- 메어 오브 이스트타운 - 진 스마트

### TV영화/미니시리즈부문 연기상(남자)
- 도프식 - 마이클 키튼 수상
- 결혼의 풍경 - 오스카 아이삭
- 홀스턴 - 이완 맥그리거
- 메어 오브 이스트타운 - 에반 피터스
- 화이트 로투스 - 머레이 바틀렛

### TV부문 스턴트 상
- 오징어 게임 수상
- 팔콘과 윈터 솔져
- 로키
- 메어 오브 이스트타운
- 코브라 카이 시즌 3

### 공로상
- 헬렌 미렌 수상